# Kraftshof
Kraftshof is een plaats in de Duitse gemeente Neurenberg, deelstaat Beieren, en telt 747 inwoners (2005).